# Jean-Pierre Vermetten
Joannes Petrus (Jean-Pierre) Vermetten (Antwerpen, 6 februari 1895 - onbekend) was een Belgisch waterpoloër en zwemmer. Hij nam tweemaal deel aan de Olympische Spelen en behaalde daarbij één medaille.

## Loopbaan
Vermetten werd in 1919 Belgisch kampioen op de 1500 m vrije slag. Hij nam in 1920 als lid van het estafetteteam op de 4 x 200 m vrije slag deel aan de Olympische Spelen in Antwerpen. Hij werd uitgeschakeld in de reeksen.
Vier jaar later nam als waterpoloër deel aan de Omympische Spelen in Parijs. Hij won met de Belgische ploeg een zilveren medaille.

## Familie
Jean-Pierre Vermetten is de broer van schrijver Jef Vermetten, beter bekend als Jeroom Verten.

## Internationaal palmares

### 4 x 200 m vrije slag
- 1920: 3e in reeks OS in Antwerpen

### Waterpolo
- 1924:  OS in Parijs

## Belgische kampioenschappen
Langebaan
| Onderdeel         | Jaar |
| ----------------- | ---- |
| 1500 m vrije slag | 1919 |

Gérard Blitz · 
Maurice Blitz · 
Pierre Dewin · 
Albert Durant · 
Paul Gailly · 
Joseph Pletincx · 
Joseph De Combe · 
Joseph Cludts · 
Georges Fleurix · 
Jules Thiry · 
Jean-Pierre Vermetten